# Тихонівка (Курманський район)
Ти́хонівка (до 1945 року — Боз, крим. Boz) — село Курманського району Автономної Республіки Крим.